# План «Блау»

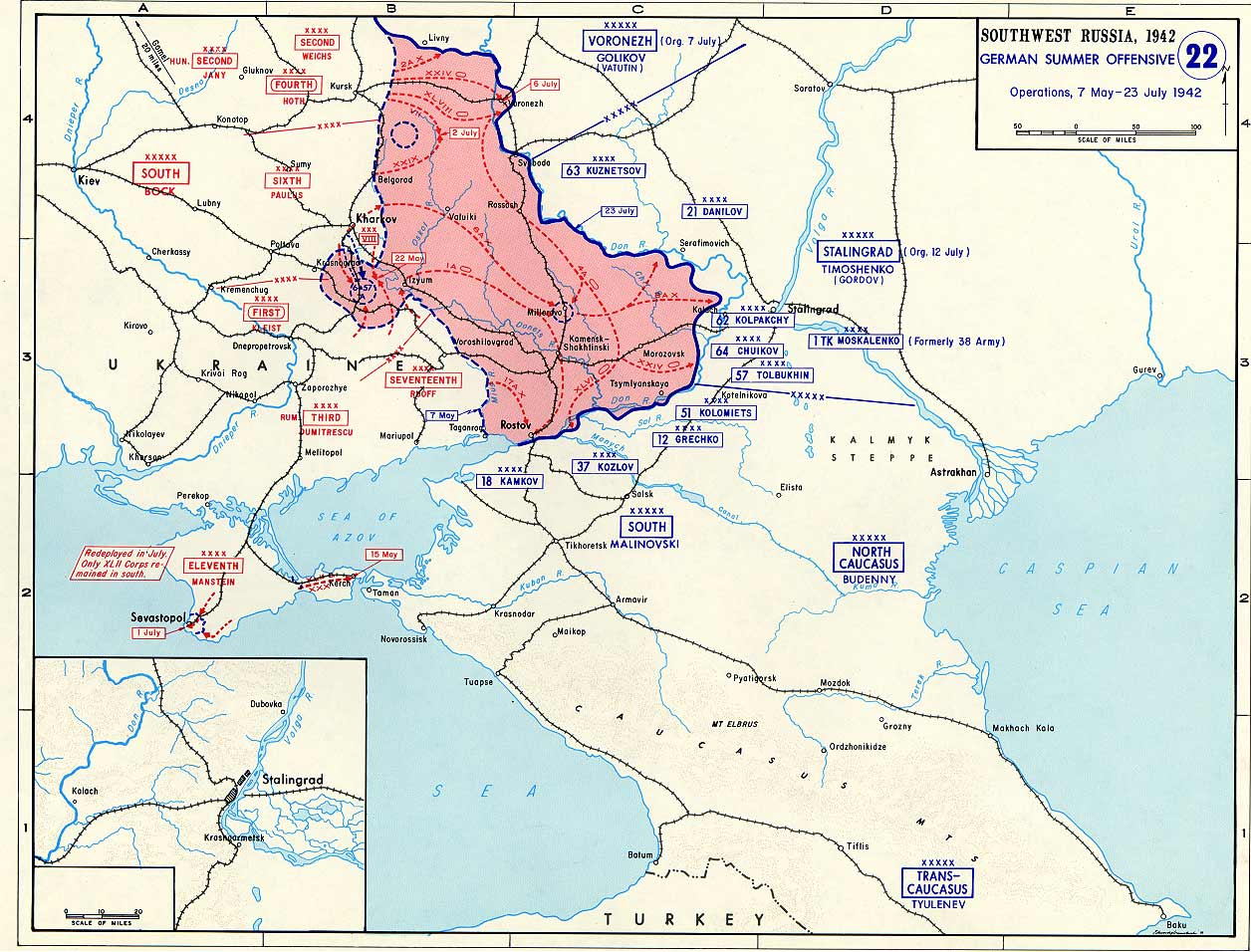
Боевые действия с 7 мая по 23 июля 1942 года.

План «Бла́у» (нем. Fall Blau или Unternehmen Blau — «Синий вариант», «Операция Блау») (28 июня — 24 ноября 1942 года) — часть стратегического плана войск нацистской Германии во время летне-осеннего наступления немецких войск на южном направлении Восточного фронта в ходе Великой Отечественной войны. Основной целью операции был захват нефтяных месторождений Северного Кавказа и Баку.
Летняя кампания была спланирована Верховным командованием Германии (ОКВ) как цепь последовательных операций, направленных на окружение и быстрый разгром минимум трёх советских армий на южном крыле Восточного фронта с выходом на Волгу и Кавказ. Операция имела четыре этапа и была нацелена на уничтожение войск Красной Армии на южном, юго-западном и юго-восточном направлениях.
Цепь операций вермахта, начало которой положил «план Блау», состояла из ряда тактических побед с глубоким продвижением на кавказском направлении, но закончилась крупным стратегическим поражением Германии и разгромом 6-й немецкой армии Паулюса под Сталинградом в начале 1943 года.

## Предыстория
Не имея достаточного количества собственных источников нефти, Германия испытывала серьёзный дефицит горючего, необходимого для ведения глобальной войны. К концу 1941 года внутренние запасы нефти в Германии практически истощились, при этом 75 % импорта нефти поступало из Румынии. В конце 1941 года Румыния предупредила Гитлера, что её запасы уже добытой нефти исчерпаны, и текущая добыча не может покрыть потребности Германии
Исходя в первую очередь из экономических соображений, Гитлер отклонил планы летнего наступления, предоставленные генерал-фельдмаршалом Кюхлером (овладеть Ленинградом, Мурманском, Архангельском) и генерал-полковником Гальдером (овладеть Москвой и всем Центральным промышленным районом вплоть до Волги), и приказал сосредоточить главные усилия на южном направлении с целями: уничтожить главные силы советских войск западнее Дона, затем захватить нефтеносные районы на Кавказе и преодолеть Главный Кавказский хребет. Конкретизируя эти цели, генерал-фельдмаршал Кейтель сформулировал основные задачи будущей кампании: окончательно исключить Донбасс из военно-промышленного потенциала СССР, отрезать подвоз нефти по Волге , захватить главные центры нефтедобычи на Кавказе (Майкоп и Грозный).
Для этой цели на южном участке советско-германского фронта к концу весны 1942 года было сосредоточено до 60 % сухопутных вооружённых сил Германии и её союзников, а кроме того, туда же по требованию Гитлера дополнительно направлялись 3-я румынская армия, 8-я итальянская армия и 2-я венгерская армия.
5 апреля 1942 года Гитлер издал директиву № 41, излагавшую планы военных действий на Восточном фронте. Директива получила кодовое название «План „Блау“». Одной из основных целей плана был захват нефтяных месторождений Кавказа и Баку. Как последующая задача предусматривалось всё-таки овладеть Ленинградом и Мурманском (последним для пресечения поставок в СССР по ленд-лизу), а при благоприятной ситуации сходящимися ударами с демянского и ржевского плацдармов окружить и уничтожить войска Калининского фронта с последующим захватом Москвы (не исключался также вариант захвата Москвы с юга из района Среднего Дона, но также только как отдалённая цель и при создании благоприятных условий).
В результате провала Керченской операции РККА и разгрома Крымского фронта,  в начале мая 1942 года созданы благоприятные условия для вторжения на Северный Кавказ и фактически предрешено падение Севастополя с высвобождением 11-й немецкой армии. После тяжёлого поражения под Харьковом в конце мая 1942 года оборона советских войск в полосе Южного и Юго-Западного фронтов была кардинально ослаблена. По сути, ещё до начала решающего летнего наступления были решены задачи, которые Гитлер планировать решать на первом этапе предстоящей кампании, что ещё более укрепило его уверенность в правильности своего плана. Используя эти успехи, Гитлер решил начать наступление на Кавказ и на Волгу.  Доступ к нефтяным месторождениям Грозного и Баку был одной из главных целей летней кампании вермахта. На совещании в штабе группы армий «Юг» (Полтава, 1 июня 1942) Гитлер сказал: «Если мы не захватим Майкоп и Грозный, мне придётся прекратить войну». На этом этапе Сталинград интересовал фюрера лишь постольку, поскольку требовалось разрушить находившиеся там военные заводы и закрепиться на Волге. Гитлер не считал захват города необходимым.
Германское руководство не сомневалось в удачном исходе летней кампании. Летом 1942 года было создано акционерное общество «Немецкая нефть на Кавказе». Вместе с войсками вермахта продвигались к Баку и Грозному специализированные бригады нефтяников, сформированные в Румынии и Германии. Была поставлена задача: обеспечить непрерывность работы нефтепромыслов после их захвата. Вместе с нефтяниками были завезены скважинные трубы для месторождений и различные трубопроводы. В конце 1941 — начале 1942 года затяжные бои под Москвой и советское контрнаступление не позволили немецкой армии оперативно выйти к Волге, что лишило Германию надежды на скорую «нефтяную подпитку» для военной техники.
Кроме доступа к нефти, Германия надеялась получить плодородные земли Дона и Кубани. В июне 1941 года, за два дня до начала операции «Барбаросса» Розенберг произнёс речь, обращаясь к ближайшим соратникам, и перечислил задачи, стоящие перед вермахтом. Он подчёркивал, что вопрос первостепенной важности — это обеспечение продовольствием немецкого народа. Южные территории России должны были стать «житницей народа Германии».
План «Блау» был основан на стремительном наступлении и разгроме частей Красной Армии. После предполагаемого прорыва и ликвидации Брянского фронта должен был следовать захват Воронежа и последующий поворот на юг подвижных немецких соединений вдоль правого берега Дона, в тыл войскам Юго-Западного и Южного фронтов, чтобы развить дальнейший успех в направлении на Астрахань и Кавказ. Решение этой задачи перекрывало сообщение между центральной и южной частями СССР. Вторым этапом был захват стратегически важного города — Ростова-на-Дону, продвижение моторизованных соединений на нефтяные месторождения — Майкоп, Грозный и Баку. На этом направлении было сосредоточено 37% пехотных и 53% танковых и моторизованных соединений, находившихся на советско-германском фронте.

## Подготовка
На южном крыле советско-германского фронта была сосредоточена крупная группировка сил вермахта: были задействованы три армии и 11 танковых дивизий. В их составе было пять немецких армий численностью около 1300 тыс. человек и располагающих 17 000 орудий, 1263 танками, а также поддержкой 1640 самолётов 4-го воздушного флота люфтваффе. Кроме немецких частей, принимали участие 8-я итальянская, 4-я румынская и 2-я венгерская армии. (на илл.).
Тактика

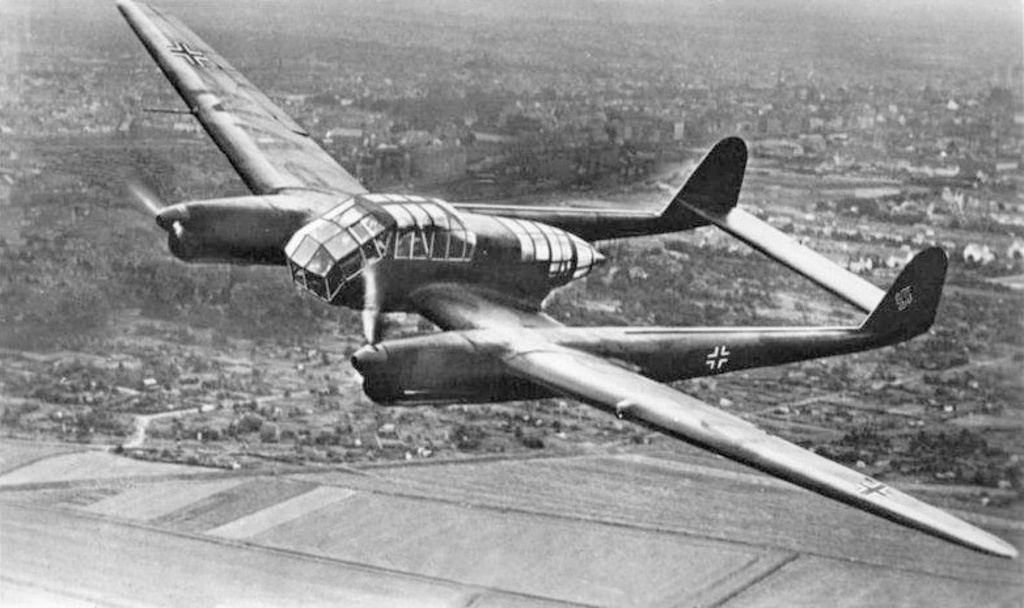
Самолёт-разведчик Focke Wulf Fw189

В наступлении вермахт использовал классическую тактику блицкрига: прорывы танковыми клиньями при поддержке штурмовой авиации с последующим уничтожением или пленением окружённых сил противника. Значительная роль отводилась воздушной разведке. Стратегическую разведку вели высотные самолёты-разведчики «группы Ровеля», тактическую — самолёты-разведчики Focke-Wulf Fw 189 (на илл.) 4-го воздушного флота. В результате, немецкое командование имело подробную оперативную информацию как о передвижениях войск противника, так и о строительстве укреплений и размещении стратегических объектов.

## Реализация плана
Ошибка Сталина
Сталин был уверен, что вермахт нанесёт главный удар в направлении Москвы. Командующий Брянским фронтом генерал Ф. И. Голиков, на чьём участке должны были, по мнению Ставки, развернуться основные боевые действия, получил приказ в кратчайшие сроки подготовить план превентивного наступления. Однако немецкое наступление началось не на Москву, а на Воронеж и далее по двум направлениям — на Ростов и Сталинград.
Начало немецкого наступления

Начальный этап операции «Блау» (Blau-1), 28.06.1942 г.

Наступление началось 28 июня. Ошибка советского командования в определении направления главного удара существенно облегчила задачу противника: не встречая серьёзного сопротивления, 4-я танковая армия при массированной поддержке авиации вышла на оперативный простор и стремительно двинулась к Воронежу.
Осознав опасность немецкого наступления, советское командование подтянуло в район Касторного 1-й и 16-й танковые корпуса (тк) из состава 40-й армии и 17-й тк из резерва Ставки ВГК. Приказ двигаться к Касторной получили также 4-й и 24-й тк из состава Юго-Западного фронта. В это время немецкие части всё глубже продвигались в разрыв между 13-й и 40-й армиями. Танки 24-й т.д. вермахта ворвались в расположение штаба 40-й армии, уничтожив при этом все средства связи. Командованию армии удалось спастись, но связь с частями армии была потеряна. Штаб Брянского фронта переместился в Касторную, откуда удалось наладить связь с некоторыми из танковых корпусов. 30 июня Сталин послал в Касторную командующего бронетанковыми войсками РККА Я. Н. Федоренко для непосредственного руководства танковыми корпусами. В ежедневных (ночных) сеансах связи Сталин напоминал командующему Брянским фронтом Ф. И. Голикову, что в его распоряжении находится более тысячи танков и требовал «использовать их по-человечески». Однако собрать корпуса в единый кулак так и не удалось. 30 июня танковые части вермахта прорвали фронт 21-й армии и двинулись на Новый Оскол.
30 июня 1942 года второй этап плана «Блау» (Blau-II) получил кодовое название операция «Брауншвейг».
Бои за Воронеж
2 июля Ставка приказала командующему Брянским фронтом Голикову лично прибыть в Воронеж. В его распоряжение были переданы две резервные армии: 6-я и 60-я. Голиков разместил армии к северу и югу от Воронежа на направления отступления 4-го, 17-го и 24-го танковых корпусов. В район Воронежа, чтобы закрыть 50-километровую брешь между Брянским и Юго-Западным фронтами, перебрасывались подкрепления. Так, 5-я танковая армия, расположенная в Ельце, получила приказ выдвигаться к Воронежу и нанести удар с севера во фланг наступавших сил противника.

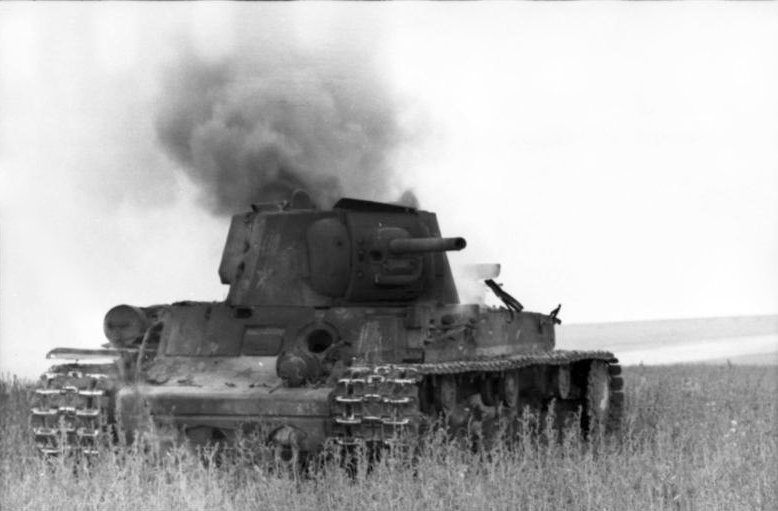
КВ-1, подбитый в боях под Воронежем.

3 июля 24-я танковая дивизия вермахта форсировала Дон в районе Воронежа; на следующий день 4 июля дивизия «Великая Германия» захватила переправы через Дон в городе. К 6 июля немцы заняли большую часть Воронежа. Положение в Воронеже вызвало сильную тревогу в Ставке: Сталин постоянно требовал от Василевского отчётов о происходящем . 5 июля Василевский в спешном порядке отдал приказ о вводе в бой 5-й танковой армии (ком. — генерал-майор А. И. Лизюков), несмотря на то, что отдельные танковые корпуса армии ещё находились в пути из Ельца. Плохо подготовленное наступление 5-й танковой армии окончилось катастрофой: армия была разбита по частям, генерал А. И. Лизюков погиб.
По мнению генерал-майора Фридриха фон Меллентина, неудачные действия советских танковых сил под Воронежем объяснялись отсутствием должной разведки и связи:

В танковом бою у Городища, как раз посередине между Курском и Воронежем, передовые танковые части русских были встречены противотанковой артиллерией танкового корпуса и затем уничтожены нашими танками, атаковавшими противника с фланга и с тыла. Поскольку у наших командиров была возможность своевременно «заглянуть» в расположение противника и узнать, что он готовит, они могли организовать засады и отразить одну за другой контратаки противника.

## Оценки историков
Подготовка и ход операции «Блау» подробно освещены в трудах английских (британских) и американских историков. Английский военный историк и теоретик Б. Г. Лиддел Гарт отмечает, что на решение Гитлера о летнем наступлении 1942 года оказало значительное влияние сообщение его экономических советников о том, что ход войны будет значительно затруднён, если войска не получат кавказскую нефть, руду и пшеницу. Другой видный английский историк Джон Фуллер указывал, что в отличие от наступления 1941 года по плану «Барбаросса», второе генеральное поэтапное наступление ставило целью ударить по материальной основе советской армии, лишить страну экономической мощи.
Британский историк Энтони Бивор в книге «Сталинград» утверждает, что главный удар в операции «Зигфрид», позже переименованной в «Блау», Гитлер предполагал нанести «на юге России» и не сомневался в успешности предполагаемой кампании. Видный британский историк Майкл Говард подчёркивал, что немцы были вынуждены перенести сроки начала главного наступления на конец июля не только из-за плохой погоды, но и потому, что их планам помешало упорное сопротивление советских войск.
Поскольку ход боёв в 1941—1943 годах чаще носил оборонительный характер, тема была слабо изучена советскими историками. В конце ХХ — начале XXI века она получила развитие в краеведческих региональных работах, основанных на документах периода Великой Отечественной войны. Боевые действия на южном направлении летом 1942 года привлекли внимание, как региональных историков, так и их западных коллег, таких как Роберт Ситино (США), Джон Эриксон (Великобритания) и других.
Некоторые историки считают, что планы наступления были известны советскому командованию (Фуллер, Говард и др.). Другие, напротив, указывают на крупный просчет Сталина, сосредоточившего силы на московском направлении, несмотря на данные разведки, указывавшие на южное направление главного удара.
По мнению историка Уильяма Крейга[прояснить], генералы вермахта не выдвинули никаких возражений против предложенного им оперативного плана летнего наступления под кодовым названием «Блау», который полностью игнорировал логистические проблемы, связанные с протяжёнными линиями снабжения: нехватку у немцев живой силы и техники для подобной масштабной кампании; хотя войска имели численный перевес[прояснить] и были оснащены техникой, основной упор в наступлении был сделан на «катастрофическое положение» противника.
По мнению Крейга после захвата Ростова-на-Дону Гитлер посчитал результат плана «Блау» достигнутым.
Действия Сталина на начальном этапе «Блау» западными историками однозначно отмечается как ошибочные (историк Э. Бивор, независимый английский журналист, консультант по военно-историческим вопросам Э. Гилберт, директор Центра изучения военных конфликтов Королевской военной академии Великобритании Д. Андерсон, старшие преподаватели Королевской военной академии Великобритании Л. Кларк и С. Уолш, преподаватель истории Университета Миссисипи, США и другие), так как он предполагал, что наступление на Воронеж является подготовкой дальнейшего наступления на Москву. Это мнение находит подтверждение в воспоминаниях видного советского военного деятеля Маршала Советского Союза А. М. Василевского, бывшего в военные годы начальником Генерального штаба РККА, и с ним были согласны большинство командовавших фронтами военачальников. Это отмечал и начальник Оперативного управления Генштаба С. М. Штеменко, который подчёркивал, что при наличии разных точек зрения о летнем наступлении немцев, Сталин отдавал предпочтение общему наступлению на Москву.

## Итог
В результате прорыва 4-й ТА вермахта, на стыке Брянского и Юго Западного фронтов образовалась брешь около 200 км по фронту и 150 — в глубину. В то же время, 6-я армия Паулюса вышла к Острогожску южнее Воронежа и угрожала наступлением в тыл Юго-Западного и Южного фронтов.
Действия Ставки ВГК

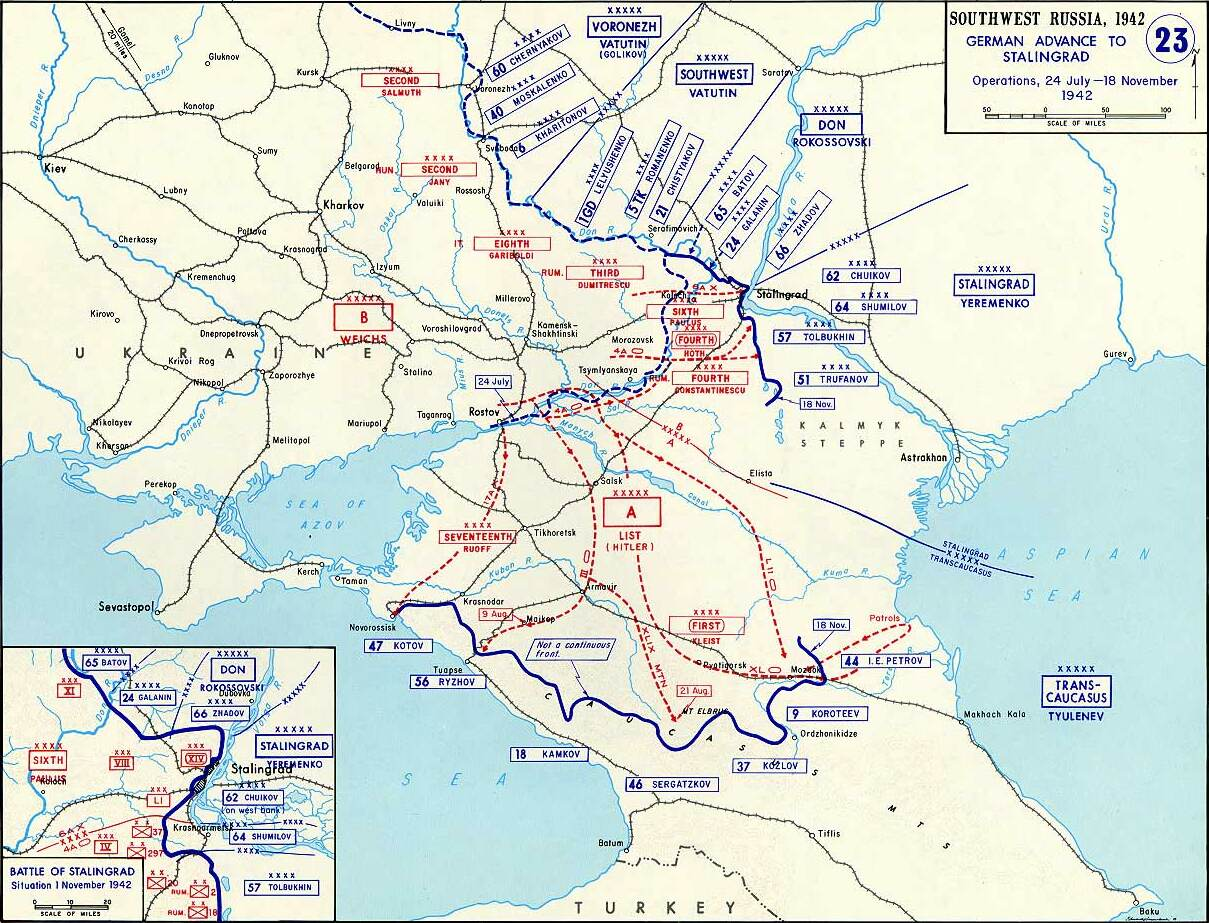
Немецкое наступление: июнь — ноябрь 1942

К моменту начала операции «Блау» в ходе неудачного весеннего наступления на Харьков бо́льшая часть Южного фронта советских войск была окружена и практически уничтожена. Войска отступали: у командиров и солдат не было боевого опыта; армии не хватало взаимодействия всех родов войск — артиллерии, авиации, танкистов, пехоты; войска несли большие потери в живой силе и технике. Сталин, Василевский и другие члены Ставки ВГК осознали действительную цель плана «Блау» и начали спешно принимать защитные меры: 7 июля был создан Воронежский фронт (командующий — Н. Ф. Ватутин), войска для которого были переброшены с центрального участка фронта. Войска Юго-Западного фронта получили разрешение отступить от Донца к Дону, что позволило им избежать окружения. 12 июля был создан Сталинградский фронт. Кроме остатков Юго-Западного фронта в него вошли три резервных армии: 62-я (командующий — генерал-майор В. Я. Колпакчи), 63-я (командующий — генерал-майор В. И. Кузнецов) и 64-я (командующий — генерал-майор В. Н. Гордов). Одновременно Сталин предложил начать отвлекающие действия на центральном и северном участке фронта для того, чтобы связать там резервы противника. К концу июля четыре армии Калининского и Западного фронтов начали наступление в районе Ржева.
Действия Гитлера и вермахта
В ходе наступления 2-й и 4-й танковым дивизиям вермахта ставилась задача: создав клин на внешних флангах, быстро продвинуться вперёд, окружить неприятельские войска и уничтожить. Зарубежными историками признавались, хотя и вскользь, заслуги военного советского командования, которое не допустило втягивание войск в затяжные бои, и тем самым они избежали окружения. Немецкие генералы также признавали этот факт: бывший генерал-майор вермахта Б. Мюллер-Гиллебрандт писал в воспоминаниях, что советские войска на южном участке фронта не вступали в бой, пытаясь остановить наступление, а отходили с боями.
Немецкие войска 10 июля захватили восточный берег Дона и правобережье города Воронежа, 2 июля нацисты полностью оккупировали Курскую область. Однако быстрого и полного захвата Воронежа удалось избежать. Советские войска закрепились на левом берегу Дона и силами Воронежского фронта пытались вести активные наступательные действия. Бои шли на окраинах города, предпринимались многочисленные попытки освободить правобережье. Таким образом, 2-я немецкая армия и 3-й венгерский корпус (10—15 дивизий) были скованы в районе Воронежа и не могли вести полноценное наступление.
10 июля группа армий «Юг» была разделена на две части: Группа армий «A» и Группа армий «Б». 6-я армия Паулюса должна была продолжать движение к Волге без поддержки танковых сил.
13 июля Гитлер отказался от немедленного захвата Сталинграда и переключил своё внимание на Кавказ. Планируя окружить и уничтожить силы Южного фронта в низовьях Дона, он приказал 4-й ТА остановить наступление на Сталинград и двинуться на юг на соединение с 1-й ТА и 17-й армией, наступавшими на Ростов-на-Дону. Туда же был направлен 40-й танковый корпус из состава ГА «Юг».
После падения Ростова-на-Дону Гитлер посчитал результат плана «Блау» достигнутым и 23 июля 1942 года издал директиву № 45 об операции «Брауншвейг». В ней говорилось:

1. ...Ближайшая задача группы армий «А» состоит в окружении и уничтожении сил противника, ушедших за р. Дон, в районе южнее и юго-восточнее Ростова...
4.	На долю группы армий «Б», как приказывалось ранее, выпадает задача наряду с оборудованием оборонительных позиций на р. Дон нанести удар по Сталинграду и разгромить сосредоточившуюся 
там группировку противника, захватить город, а также перерезать перешеек между Доном и Волгой и нарушить 
перевозки по реке.
Вслед за этим танковые и моторизованные войска должны нанести удар вдоль Волги с задачей выйти к Астрахани и там также парализовать движение по главному руслу Волги.
Эти операции группы армий «Б» получают кодированное название «Фишрейер». 

Адъютант командующего 6-й армией Вильгельм Адам писал:

Если директива № 41 предписывала достичь сначала Сталинграда силами обеих групп армий и затем проводить дальнейшие операции, то директива № 45 требовала решить все эти задачи одновременно, иначе говоря, растянуть фронт от 800 километров в начале летнего наступления до 4100 километров после окончания планируемых операций. Это значило распылить силы обеих групп армий, хотя, как уже отмечено, наши собственные потери далеко не были восполнены.

План «Блау» предусматривал, что наступление должно проходить на всём немецком фронте в южной части России — от Таганрога вдоль реки Донец и далее разворачиваться в направлении Харькова и Курска. Во втором эшелоне предполагалось ввести силы пехотных армий. Однако операция на Кавказе не принесла успеха — несмотря на большие территории, захваченные немцами, наступление потребовало слишком больших усилий. План был осуществлён ценой больших потерь: советские войска изменили тактику ведения боевых действий — умело маневрировали, оборонялись или шли в наступление. Несмотря на то что танковые колонны продвигались вперёд, в целом вермахту не удалось окружить и уничтожить, согласно плану «Блау», ни одного крупного воинского соединения Красной Армии. В дальнейшем исполнение плана «Блау» привело войска вермахта к разгрому в Сталинграде.